# Kozłów (hromada)
Kozłów (ukr. Козлівська селищна громада) – hromada osiedlowa w obwodzie tarnopolskim, w rejonie tarnopolskim.
Hromada składa się z osiedla miejskiego (Kozłów) oraz 4 wsi: Dmuchawiec, Pokropiwna, Słobódka i Taurów.